# Lijst van shorttrackers
Hieronder staat een lijst van shorttrackers.

## A
| shorttrackers                            | shorttracksters  |
| Viktor An (KOR/RUS) Yuichi Akasaka (JPN) | An Sang-mi (KOR) |

## B
| shorttrackers | shorttracksters                                          |
| Benoît Baril (CAN) Louis Baril (CAN) Éric Bédard (CAN) Marc Bella (FRA) Frederic Blackburn (CAN) Geert Blanchart (BEL) Gaetan Boucher (CAN) Steven Bradbury (AUS) Daan Breeuwsma (NED) | Louise Begin (CAN) Bonnie Blair (USA) Byun Chun-sa (KOR) |

## C
| shorttrackers | shorttracksters                                                                                                  |
| Derrick Campbell (CAN) Fabio Carta (ITA) André Chabrerie (FRA) Chae Ji-hoon (KOR) Derrick Campbell (CAN) Fabio Carta (ITA) | Marinella Canclini (ITA) Isabelle Charest (CAN) Celeste Chlapaty (USA) Choi Eun-kyung (KOR) Chun Lee-kyung (KOR) |

## D
| shorttrackers                                                                                            | shorttracksters                                                                   |
| Guy Daignault (CAN) Michel Daignault (CAN) Michel Delisle (CAN) Robert Dubreuil (CAN) Wim De Deyne (BEL) | Sylvie Daigle (CAN) Sarah Docter (USA) Eden Donatelli (CAN) Anita van Doorn (NED) |

## F
| shorttrackers       | shorttracksters |
| Orazio Fagone (ITA) |                 |

## G
| shorttrackers                                                           | shorttracksters |
| Marc Gagnon (CAN) Sylvain Gagnon Louis Grenier (CAN) Pieter Gysel (BEL) |                 |

## H
| shorttrackers         | shorttracksters                            |
| Charles Hamelin (CAN) | Peggy Hartrich (USA) Lisanne Huisman (NED) |

## I
| shorttrackers             | shorttracksters |
| Tatsuyoshi Ishihara (JPN) |                 |

## J
| shorttrackers         | shorttracksters  |
| Cees Juffermans (NED) | Jin Sun-yu (KOR) |

## K
| shorttrackers | shorttracksters |
| Toshinobu Kawai (JPN) Niels Kerstholt (NED) Kim Dong-sung (KOR) Kim Ki-hoon {KOR) Sjinkie Knegt (NED) Rudy Koek (NED) Craig Kressler (USA) | Kang Yun-mi (KOR) Mika Kato (JPN) Miyoshi Kato (JPN) Sanne van Kerkhof (NED) Kim Min-jee (KOR) Kim Moon-jung (KOR) Kim Ryang-hee Kim Yoon-mi (KOR) Mariko Kinoshita (JPN) Ko Gi-hyun (KOR) Joëlle van Koetsveld van Ankeren (NED) |

## L
| shorttrackers                                                                                          | shorttracksters                                       |
| Mark Lackie (CAN) Lee Ho-suk (KOR) Lee Joon-ho (KOR) Li Haonan (CHN) Li Jiajun (CHN) James Lynch (AUS) | Nathalie Lambert (CAN) Li Yan (CHN) Patty Lyman (USA) |

## M
| shorttrackers                                                              | shorttracksters                               |
| Min Ryoung (KOR) Mo Jo-soo (KOR) Thomas Mogendorff (NED) John Monroe (CAN) | Liesbeth Mau Asam (NED) Jorien ter Mors (NED) |

## O
| shorttrackers                                                                                            | shorttracksters |
| Oh Se-jong (KOR) Apolo Anton Ohno (USA) Jorrit Oosten (NED) Roderick Oosten (NED) Wilfred O'Reilly (GBR) |                 |

## P
| shorttrackers | shorttracksters                          |
|               | Maryse Perreault (CAN) Marleen Pot (NED) |

## Q
| shorttrackers | shorttracksters  |
|               | Quo Hongru (CHN) |

## R
| shorttrackers                                                                         | shorttracksters                                                 |
| Alan Rattray (USA) Michael Richmond (AUS) Ingmar van Riel (NED) Nicola Rodigari (ITA) | Evgenia Radanova (BUL) Valie Reimann (USA) Kalyna Roberge (CAN) |

## S
| shorttrackers | shorttracksters    |
| Rusty Smith (USA) Song Jae-kun (KOR) Song Suk-woo (KOR) Harry Spragg (GRB) Sui Baoku (CHN) Richard Suijten (NED) | Eiko Shishii (JPN) |

## T
| shorttrackers                                                                          | shorttracksters      |
| Satoru Terao (JPN) Nick Thometz (USA) Hiroshi Toda (JPN) François-Louis Tremblay (CAN) | Cathy Turnbull (CAN) |

## V
| shorttrackers                                                                                | shorttracksters  |
| Peter van der Velde (NED) Charles Veldhoven (NED) Dave Versteeg (NED) Mirko Vuillermin (ITA) | Kathy Vogt (CAN) |

## W
| shorttrackers                                 | shorttracksters                                                            |
| Freek van der Wart (NED) Mike Westerman (NED) | Wang Chunlu (CHN) Wang Meng (CHN) Brenda Webster (CAN) Won Hye-kyung (KOR) |

## Y
| shorttrackers | shorttracksters                                             |
|               | Yumiko Yamada (JPN) Yang Yang (A) (CHN) Yang Yang (S) (CHN) |

## Z
| shorttrackers | shorttracksters                                             |
|               | Zhang Yamei (CHN) Zhang Yanmei (CHN) Anouk Zoutendijk (NED) |